# Pierangelo Bertoli (album 2000)
Pierangelo Bertoli è una raccolta appartenente alla collana Masterpiece, pubblicata nel 2000.

## Tracce
1. A muso duro – 4:40
2. Certi momenti – 4:40
3. Eppure soffia – 2:48
4. Caccia alla volpe – 4:42
5. Leggenda antica – 3:56
6. L'odore del porto – 4:27
7. Sera di Gallipoli – 4:47
8. Fiume nero – 5:09
9. La verità – 3:50
10. Bartali – 2:54
11. Meglio così – 3:33
12. Il buio – 5:36